# مدار ساویر-تاور

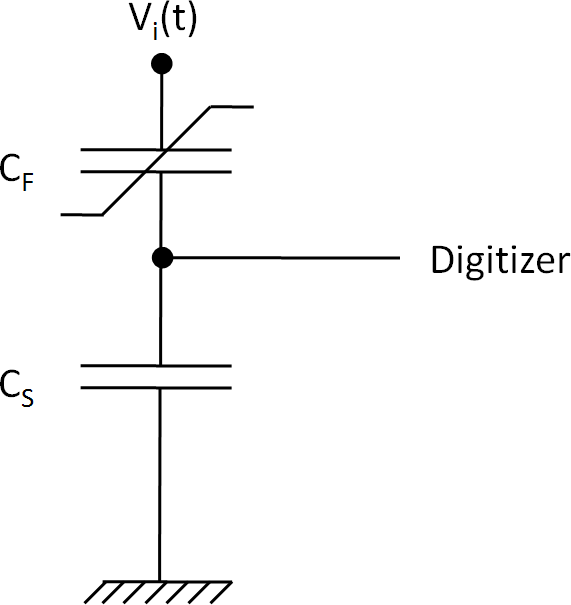

مدار ساویر-تاور (به انگلیسی: Sawyer–Tower circuit) روش اصلی اندازه‌گیری هیسترزیس فروالکتریک است. این مدار بطورکلی از یک پل خازنی تشکیل شده‌است. طرز کار این مدار بر این اصل استوار است که دو خازن سری بایستی بار یکسانی داشته باشند. یکی از این خازن‌ها فروالکتریک بوده و دیگری یک خازن استاندارد با ظرفیت مشخص است. پتانسیل الکتریکی خازن استاندارد بر روی محور عمودی رسم شده و ولتاژ متناوب اعمالی بر فروالکتریک بر روی محور افقی اسیلوسکوپ رسم می‌شود.